# Ludgvan
Ludgvan ist ein Ort und eine Gemeinde im ehemaligen District Penwith der Grafschaft Cornwall in England. Sie umfasst die Siedlungen Ludgvan, Crowlas, Canon’s Town und Long Rock. Im Norden grenzt die Gemeinde an Towednack und St ives, im Westen an Madron und Penzance und im Osten an St Erth, St Hilary sowie Marazion. Das Dorf selbst besteht aus zwei Vierteln; dem Churchtown, welches auf einem Hügel liegt und dem Lower Quarter, das im Osten bei Crowlas liegt. Durch den Ort fließt der Bach Lidd (oder auch Lydd).

## Geschichte
Wie in vielen Gemeinden in Cornwall führt man die Entstehungsgeschichte des Ortes auf einen legendären Schutzheiligen zurück. In diesem Fall ist es St. Ludgvan (auch St. Ludowanus genannt). Zum ersten Mal erwähnt wurde der Ort im Domesday Book, als es zum Landgut Ludgvan-Lees gehörte. Dieses umfasste zu jener Zeit den nördlichen Teil Penwiths sowie Teile vom heutigen St Ives. Das jetzige Ludvan Lease ist ein kleiner Weiler in der Gemeinde.
In Ludgvan liegt auch der Weiler Varfell, welches die Stammheimat von Familie Davy ist, einschließlich Sir Humphry Davy (1778–1829). Es wird behauptet, dass Ludgvan die Heimat des letzten freilebenden Wolfes im Vereinigten Königreich war. Dies wurde aber bisher nicht durch historische Quellen bestätigt.